# Žanna Litvinová
Žanna Litvinová (bělorusky Жанна Николаевна Литвина, Žanna Nikolajevna Litvina; * 30. srpna 1954) je běloruská novinářka a bojovnice za svobodu slova. Mezi lety 1995 a 2015 působila jako předsedkyně Běloruské asociace novinářů (BAN).

## Životopis
Žanna Litvinová se narodila ve vesnici Vadapoj nedaleko Minsku. Vystudovala žurnalistiku na Běloruské státní univerzitě. Po ukončení studia pracovala jako redaktorka pořadů pro mládež v běloruské státní televizi. Po svém propuštění v roce 1994 Litvinová založila a provozovala se svými společníky vlastní nezávislou zpravodajskou a hudební stanici Radio 101.2. Tu ovšem v roce stát 1996 uzavřel. Uzavření přesvědčilo Litvinovou, aby přesunula provoz do zahraničí – ve vysílání pokračovala z Polska.

### Běloruská asociace novinářů
Litvinová v roce 1995 spoluzaložila Běloruskou asociaci novinářů a do dubna 2015 působila jako její předsedkyně. Cílem asociace je chránit práva novinářů v Bělorusku a nabízet podporu prosazováním svobody projevu, veřejného přístupu k informacím, a poskytovat právní pomoc novinářům, kteří se octli v hledáčku vlády.

### Ocenění
- V roce 2003 získala cenu Golden PEN. Byla oceněna za svou žurnalistiku a „odvážný odpor vůči represím sdělovacích prostředků ze strany prezidenta Alexandra Lukašenka“;[9]
- V roce 2004 jí byla udělena cena Louise Lyonse[10]
- V roce 2008 obdržela Cenu lidských práv Nadace Friedricha Eberta[8]
- V červnu 2011 získala Cenu svobody Atlantické rady.[8]